# Costinești
Costinești é uma comuna romena localizada no distrito de Constanța, na região de Dobruja. A comuna possui uma área de 20.28 km² e sua população era de 2446 habitantes segundo o censo de 2007.